# Georges Wartel
Dom Georges Wartel (né à Lille le 10 avril 1727 et mort en décembre 1811) est un chanoine de l'abbaye du Mont-Saint-Éloi (Pas-de-Calais) ayant rédigé en 1786 les chroniques de l'abbaye. 

## Éléments biographiques
On sait peu de chose de lui, sinon qu'il est natif de Lille et qu'il entre au service de l'abbaye le 24 mai 1748 sous le nom de frère Géry Wartel.
En 1935, Roger Rodière, vicaire général de l'évêché d'Arras, et par ailleurs secrétaire de la commission départementale des monuments historiques du Pas-de-Calais, publie le texte de Dom Wartel dans le bulletin de la commission (2e série, tome VI, 1935) sous le titre Chronique de l'abbaye du Mont-Saint-Eloy.
Le texte des chroniques rédigées par Dom Wartel apporte un éclairage historique important sur l'abbaye elle-même, ses activités ainsi que sur les événements survenus tant dans l'abbaye que dans la région depuis l'époque mérovingienne jusqu'à la période pré-révolutionnaire.